# アラン・ロンバール
アラン・ロンバール（Alain Lombard, 1940年10月4日 パリ - ）は、フランスの指揮者。器楽曲の演奏や録音もあるものの、オペラ指揮者として名高い。

## 人物・来歴
リヨン国立管弦楽団の指揮者として1961年にデビューした後、渡米してニューヨークでレナード・バーンスタインの助手を務める。1971年から1983年までストラスブール・フィルハーモニー管弦楽団の音楽監督に就任。その間にEMIやエラート・レーベルに数々の録音を残す。1972年に、アルザス＝ロレーヌ地方（ストラスブール、コルマール、ミュールーズ）の出身者からなる混成アンサンブルにより、ラン国立オペラ（仏語：Opéra national du Rhin）を旗揚げする。1988年から1995年まで、ボルドー・アキテーヌ国立管弦楽団の指揮者に転身し、1990年よりボルドー歌劇場の指揮者も兼務する。ボルドー市長のアラン・ジュペが首相に選任されると、ロンバールの地位はいっそう磐石のものとなった。1999年以降はスイス・イタリアーナ管弦楽団の首席指揮者を務めた。（2005年まで、それ以降は名誉指揮者）

## 主要音源
- モーツァルト：コジ・ファン・トゥッテ、魔笛
- シューベルト：交響曲
- ベルリオーズ：幻想交響曲
- グノー：ファウスト、ロメオとジュリエット
- ビゼー：交響曲ハ長調、カルメン
- ドリーブ：ラクメ
- プッチーニ：トゥーランドット

| 先代 アルチェオ・ガリエラ | ストラスブール・フィルハーモニー管弦楽団音楽監督 1972年 – 1983年 | 次代 テオドール・グシュルバウアー |
| 先代 ロベルト・ベンツィ   | ボルドー・アキテーヌ国立管弦楽団音楽監督 1988年 – 1995年         | 次代 ジョン・ネシュリング         |
| 先代 ニコラス・カーシー   | スイス・イタリアーナ管弦楽団首席指揮者 1999年 -2005年            | 次代 マルクス・ポシュナー         |